# Juan Carlos Romero (baseball)
Pour les articles homonymes, voir Juan Carlos Romero.
Juan Carlos Romero, né le 4 juin 1976 à Río Piedras (Porto Rico), est un ancien joueur portoricain de baseball évoluant en Ligue majeure de baseball depuis 1999. Il remporta notamment la Série mondiale 2008 avec les Phillies de Philadelphie.

## Biographie

### Carrière scolaire et universitaire
Après des études secondaires à San Juan (Porto Rico), J. C. Romero suit des études supérieures aux États-Unis à l'University of Mobile. Il est drafté le 3 juin 1997 par les Twins du Minnesota.

### Carrière professionnelle
Il passe deux saisons en Ligues mineures avant d'effectuer ses débuts en Ligue majeure le 15 septembre 1999.
Utilisé comme lanceur partant lors de ses deux premières saisons complètes au plus haut niveau, il est converti en releveur en 2002. Il signe la meilleure saison de sa carrière cette année-là, avec 9 victoires et 2 défaites et une moyenne de points mérités de 1,89.
Romero est échangé aux Angels de Los Angeles d'Anaheim le 9 décembre 2005 en retour du joueur de deuxième but Alexi Casilla. Le gaucher ne joue qu'une saison pour les Angels. En 65 parties, son dossier est de 1-2 et sa moyenne de points mérités, très élevée, à 6,70.
Il signe comme agent libre en décembre 2005 avec les Red Sox de Boston, avec lesquels il prend part à 23 matchs en 2006, avant d'être libéré le 19 juillet. Trois jours plus tard, il signe chez les Phillies de Philadelphie. Sa saison est relancée dans la Ligue nationale, alors qu'il affiche une moyenne de points mérités d'à peine 1,24 en 51 parties chez les Phillies. Globalement, en 2006 avec Boston et Philadelphie, Romero compilera un dossier de 2-2 avec une moyenne de 1,92.
Dans l'enclos de relève des Phillies en 2008, Romero prend part à 81 matchs, conservant une moyenne de 2,75 et une fiche de 4-4. Il est crédité de deux victoires lors de la Série mondiale 2008, que les Phillies remportent en cinq parties devant les Rays de Tampa Bay. En 8 présences au monticule et 7 manches et un tiers lancées lors des séries éliminatoires 2008, J.C. Romero n'a accordé aucun point aux frappeurs adverses en plus de retirer 7 frappeurs sur des prises.
Libéré par les Phillies le 24 juin 2011, il signe un contrat des ligues mineures avec les Nationals de Washington le 28 juin. Il ne voit pas d'action avec les Nationals et ne joue qu'en ligues mineures. Le 14 juillet, il accepte une offre des Yankees de New York mais ceux-ci l'assignent également au ligues mineures. Il joue brièvement pour les Rockies du Colorado plus tard en 2011.
En décembre 2011, il signe un contrat d'un an avec les Cardinals de Saint-Louis. Il joue 11 matchs pour les Cardinals avant d'être libéré de son contrat le 14 mai. Le 23 mai, Romero rejoint les Orioles de Baltimore. Ces derniers ne l'utilisent pas et il rejoint le 20 juillet suivant les Indians de Cleveland. Sans jouer pour les Indians, il est transféré le 13 août aux Orioles de Baltimore contre l'arrêt-court des ligues mineures Carlos Rojas. Romero apparaît dans cinq matchs des Orioles et accorde trois points mérités en quatre manches. Il redevient agent libre le 27 août.
Il rejoint les Nationals de Washington le 22 mars 2013.

### Suspension pour dopage
Avant la saison 2009, Romero est suspendu par la Ligue majeure de baseball pour 50 parties, après avoir fait usage d'androstenedione, une substance interdite par la ligue. Le lanceur avait été testé positif pour usage de cette stéroïde le 28 août 2008, mais avait porté son cas devant un arbitre, lui procurant un délai qui lui permît de compléter la saison avec les Phillies et de participer aux éliminatoires.
En avril 2009, Romero intente une poursuite contre un fabricant de suppléments qui, selon lui, aurait assuré que le produit acheté ne contenait aucune substance interdite par le baseball majeur.